# Eremobina albertina
Eremobina albertina là một loài bướm đêm trong họ Noctuidae.